# Austrijska Bundesliga
Austrijska nogometna Bundesliga (njemački: Österreichische Fußball-Bundesliga) profesionalna je austrijska nogometna liga. Najvišeg je ranga od svih nogometnih liga u Austriji. Osnovana je 1974. godine.
Do 1974. najviši rang austrijskog nogometa činili su:
- 1911. – 1924. 1. Klasse
- 1924. – 1936. I. liga
- 1936. – 1938. Nationalliga
- 1938. – 1941. Gauliga Ostmark
- 1941. – 1945. Gauliga Donau-Alpenland
- 1945. – 1949. 1. Klasse
- 1949. – 1965. Staatsliga
- 1965. – 1974. Nationalliga

## Klubovi u sezoni 2023./24.
| - Austria Beč - Austria Lustenau - Austria Klagenfurt - BW Linz - Hartberg - LASK Linz | - Rapid Beč - Red Bull Salzburg - Rheindorf Altach - Sturm Graz - Wolfsberger AC - WSG Tirol |

## Prvaci
- 1974./75.: Wacker Innsbruck (1. naslov)
- 1975./76.: Austria Beč (1. naslov)
- 1976./77.: Wacker Innsbruck (2. naslov)
- 1977./78.: Austria Beč (2. naslov)
- 1978./79.: Austria Beč (3. naslov)
- 1979./80.: Austria Beč (4. naslov)
- 1980./81.: Austria Beč (5. naslov)
- 1981./82.: Rapid Wien (1. naslov)
- 1982./83.: Rapid Wien (2. naslov)
- 1983./84.: Austria Beč (6. naslov)
- 1984./85.: Austria Beč (7. naslov)
- 1985./86.: Austria Beč (8. naslov)
- 1986./87.: Rapid Wien (3. naslov)
- 1987./88.: Rapid Wien (4. naslov)
- 1988./89.: Swarovski Tirol (1. naslov)
- 1989./90.: Swarovski Tirol (2. naslov)
- 1990./91.: Austria Beč (9. naslov)
- 1991./92.: Austria Beč (10. naslov)
- 1992./93.: Austria Beč (11. naslov)
- 1993./94.: Austria Salzburg (1. naslov)
- 1994./95.: Austria Salzburg (2. naslov)
- 1995./96.: Rapid Wien (5. naslov)
- 1996./97.: Austria Salzburg (3. naslov)
- 1997./98.: Sturm Graz (1. naslov)
- 1998./99.: Sturm Graz (2. naslov)
- 1999./00.: Tirol Innsbruck (1. naslov)
- 2000./01.: Tirol Innsbruck (2. naslov)
- 2001./02.: Tirol Innsbruck (3. naslov)
- 2002./03.: Austria Beč (12. naslov)
- 2003./04.: Grazer (1. naslov)
- 2004./05.: Rapid Wien (6. naslov)
- 2005./06.: Austria Beč (13. naslov)
- 2006./07.: Red Bull Salzburg (4. naslov)
- 2007./08.: Rapid Wien (7. naslov)
- 2008./09.: Red Bull Salzburg (5. naslov)
- 2009./10.: Red Bull Salzburg (6. naslov)
- 2010./11.: SK Sturm Graz (3. naslov)
- 2011./12.: Red Bull Salzburg (7. naslov)
- 2012./13.: Austria Beč (14. naslov)
- 2013./14.: Red Bull Salzburg (8. naslov)
- 2014./15.: Red Bull Salzburg (9. naslov)
- 2015./16.: Red Bull Salzburg (10. naslov)
- 2016./17.: Red Bull Salzburg (11. naslov)
- 2017./18.: Red Bull Salzburg (12. naslov)
- 2018./19.: Red Bull Salzburg (13. naslov)
- 2019./20.: Red Bull Salzburg (14. naslov)
- 2020./21.: Red Bull Salzburg (15. naslov)
- 2021./22.: Red Bull Salzburg (16. naslov)
- 2022./23.: Red Bull Salzburg (17. naslov)
- 2023./24.: SK Sturm Graz (4. naslov)
- 2024./25.: SK Sturm Graz (5. naslov)

## Vanjske poveznice
- Službena web-stranica